# Himno mariano

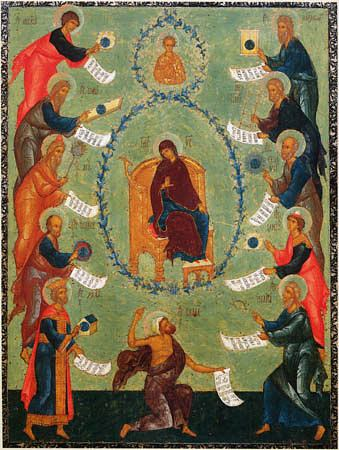
Icono

 de la Oración a la Theotokos, delante del cual se canta el himno Acatisto a María.]]
Los himnos marianos son canciones cristianas dirigidas a la Virgen María. Se usan en los servicios devocionales y litúrgicos, particularmente por las Iglesias Católica, Ortodoxa, Anglicana, y Luterana. A menudo se utilizan en el mes de mayo. Algunos también han sido adoptados como villancicos en Navidad. Los himnos marianos no son populares entre los protestantes, porque muchos de ellos ven la Veneración mariana como idolatría. Aun así, la práctica es muy común entre cristianos de las tradiciones católicas, y un componente clave de la liturgia Ortodoxa. Hay muchos más himnos a María dentro del ciclo anual ortodoxo de liturgia que en la liturgia católica.
El Magnificat es uno de los ocho himnos cristianos más antiguos y el historiador Marjorie Reeves declara que quizás sea el más antiguo de todos.
El Magnificat se llama así por ser la primera palabra del himno de los versículos 1,46-55 del Evangelio según San Lucas en la versión latina de la Biblia conocida como la Vulgata,  y este nombre continúa siendo utilizado ampliamente por católicos, anglicanos y ortodoxos.
Los himnos marianos son compartidos, a veces, entre grupos diferentes de cristianos, o están influidos por otros himnos. Por ejemplo, la segunda estrofa del himno anglicano Ye Watchers and Ye Holy One se deriva del himno ortodoxo a la Theotokos (Madre de Dios).
Los himnos marianos pueden analizarse para arrojar luz sobre la aproximación Mariológica dentro de un periodo histórico dado, por ejemplo el Acatisto a la Madre de Dios ha sido sujeto de estudio detallado en relación con los temas marianos presente dentro de sus componentes.

## Iglesia Oriental

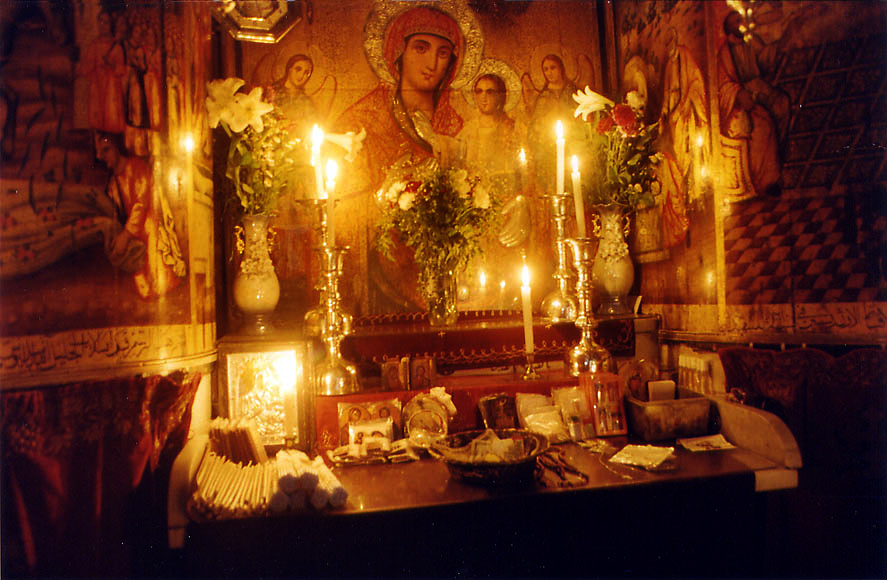
Altar mariano Copto en la Iglesia del Santo Sepulcro, Jerusalén

En la Iglesia Oriental, los Theotokia a menudo incluyen referencias bíblicas que enfatizan el misterio de la Encarnación. Estos himnos marianos han sido utilizados en oraciones diarias desde el cristianismo primitivo (llegaron a ser parte de la liturgia posteriormente) como manera de enseñar a la gente las creencias ortodoxas, y para predisponerles en contra las ideas consideradas herejías. Los himnos marianos permanecen como un elemento esencial de la liturgia de la Iglesia Copta y están incluido en cada hora canónica, día y noche.
El ampliamente utilizado himno Acatisto (significa el himno no sentado) a la Theotokos (Madre de Dios) está atribuido a San Romano el Mélodo quién compuso muchos (quizás varios centenares) de himnos a santos durante el siglo VI. En el ciclo litúrgico semanal ortodoxo, el miércoles está dedicado a la Theotokos, y todos los servicios diarios incluyen numerosos himnos marianos. Estos tienen precedencia sobre la veneración de cualquier otro santo o ángel.
Mientras que la formación de la Liturgia Divina en los siglos VI y VII precedió los inicios del periodo bizantino o Iconoclasia, fue quizás durante el siglo XI que los Theotokia llegaron a ser parte de los libros litúrgicos de la Iglesia Oriental.
Así que en el siglo XII un número creciente de instrucciones sobre la liturgia incluía lo himnos marianos.
Por el siglo XIII, los libros litúrgicos combinaban referencias a la veneración de los iconos con himnos, p. ej. "...a aquellos que honran vuestra imagen santa, Oh reverenda, y de mutuo acuerdo te proclaman como la auténtica Madre de Dios y fielmente te veneran". Siglos más tarde, la fiesta Domingo del Triunfo de la Ortodoxia continúa combinando los himnos marianos y la veneración de los iconos de forma que confirma la identidad de María como la Theotokos.
Himnos, festividades y milagrosos iconos marianos son ahora combinados en la iglesia Oriental, por ejemplo el Acatistos a la "maravilla que trabaja" Theotokos Iverskaya (el cual tiene un día de fiesta también). Los himnos marianos, letanías y la veneración o bendición de los iconos de la Virgen María están combinados en la bendición del icono de la Virgen María de la Iglesia Maronita. Aquí una letanía del himno incluye la repetición de la frase: "Nosotros te pedimos...". Esta letanía maronita tiene dos partes: primero alabar a María, luego las peticiones.

## Iglesia Occidental

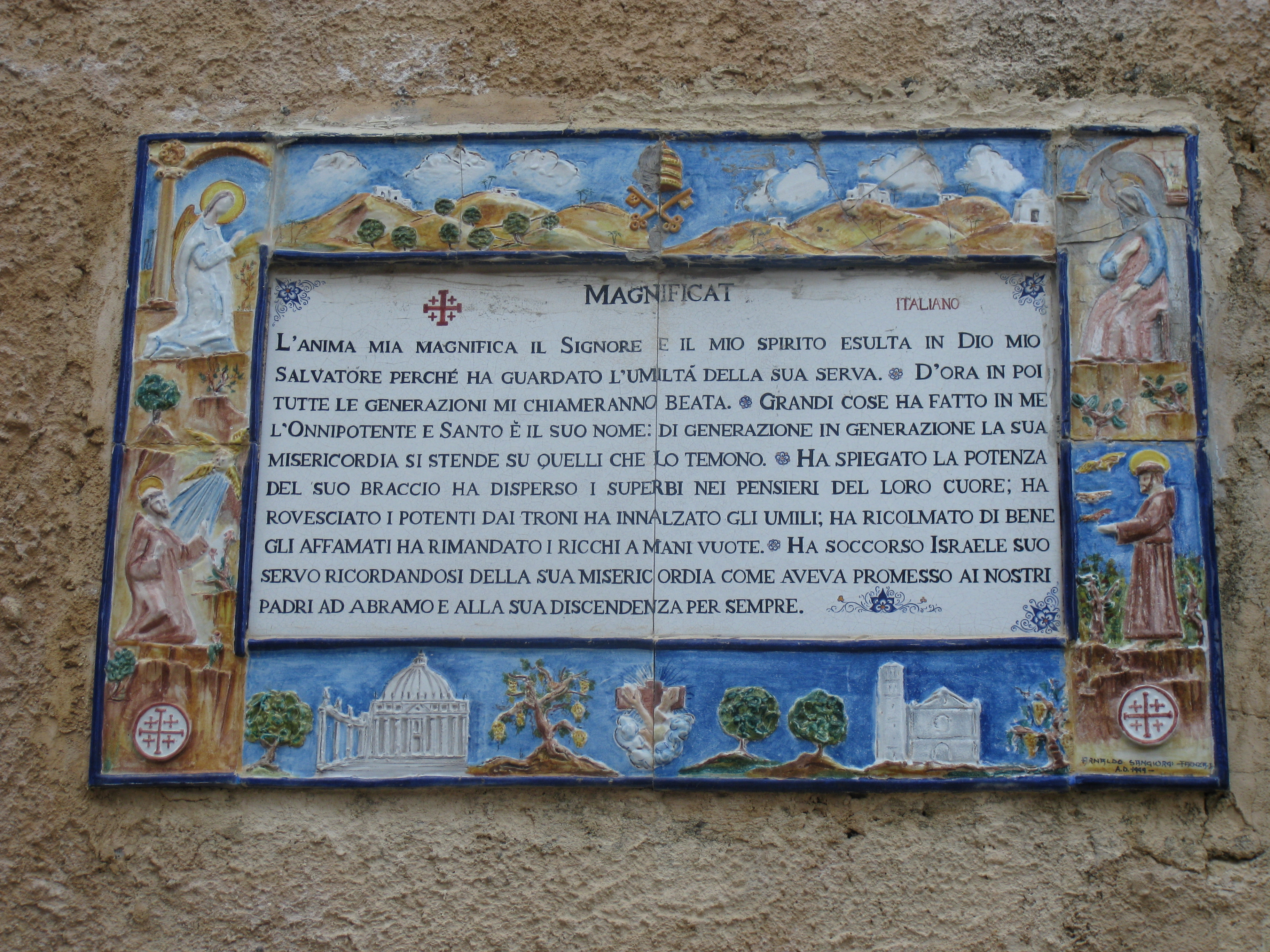
El Magnificat en la pared de la Iglesia de la Visitación.

Según San Augustín, fue San Ambrosio quién, en el siglo IV, introdujo el uso de himnos fuera de la liturgia de la Iglesia Occidental. Por el siglo VIII, himnos populares como Ave Maris Stella habían aparecido como canto llano en Vísperas y muchos otros himnos fueron posteriormente basados sobre ellos. Los himnos a María empezaron a florecer con el incremento de la veneración a la Virgen en los siglos XI y XII, y el Ave Maria llegó a estar bien establecido..
Los himnos marianos en la Iglesia Occidental crecieron incluso más rápidamente durante el siglo XIII mientras los Franciscanos empezaron a componer un número de himnos duraderos. San Francisco empezó a improvisar himnos de alabanza mientras deambulaba las colinas próxima a Asís, pidiendo piedras para restaurar la iglesia de San Damiano. Estas improvisaciones se transformaron posteriormente en himnos. Su Salutation a la Bendita Virgen María es una colección de saludos que forman una letanía de saludos a la Virgen María. Algunos de los más famosos himnos a María estuvieron compuestos por los seguidores de San Francisco de Asís. Hacia el final del siglo XIII, el Franciscano Jacopone da Todi, el autor del Stabat Mater dolorosa, compuso el Stabat Mater speciosa sobre la alegría de la Virgen María. Basado en los relatos del Evangelio de la Natividad de Jesús, este fue uno de los himnos más tiernos y es a menudo considerado uno de los siete himnos latinos más importantes.
El crecimiento de las devociones marianas en el siglo XIII está atestiguado también en Francia, con la construcción de iglesias dedicadas a la Virgen como Nôtre Dame de París y la introducción de material litúrgico como los oficios. En este tiempo se enmarcan poetas y trovadores como Jaque de Cambrai, que introdujo una gama nueva de poemas marianos qué no eran simplemente los textos devocionales que afirmaban un punto de vista religioso, sino que tenían componentes melódicas para ser cantados con facilidad. Al final del siglo XIII, los himnos marianos constituyen el mayor número de textos en el Códice de Montpellier, el más grande y más comprensible manuscrito que existe de música del siglo XIII.
En el siglo XIV, el Libro rojo del monasterio español de Santa María de Montserrat incluye himnos en catalán, latín y occitano como por ejemploO Virgo Splendens ("O Virgen Maravillosa") y Laudemus Virginem ("Alabemos a la Virgen").
Algunos himnos a María se incluyen también en el himnario Evangélico Luterano, por ejemplo el himno número 251 es "Mi Alma Proclama Vuestra Grandeza", el cual está basado en el Magnificat y el himno 419 es "Para Todas las Mujeres Fieles" en el cual la primera estrofa dice: "Honramos fielmente a María, justa doncella, llena de gracia".

## Himnos de Advocaciones marianas
Además de los bien conocidos himnos a la Virgen María, muchas devociones locales y regionales han inspirado también himnos que continúan siendo utilizados en festividades concretas de las diferentes Advocaciones marianas alrededor del mundo. Algunos ejemplos son:
- J'irai la voir un jour, canto compuesto por el padre Pietro Janin S.M. en honor a Nuestra Señora de la Salette. El sacerdote salesiano Santiago Costamagna escribió la versión en español Un día la veré.
- El Avé de Lourdes, compuesto por Jean Gaignet en 1873 para los peregrinos a dicho santuario.
- El Avé de Fátima, cuyo texo es atribuido a Afonso Lopes Vieira y su música a Rui Coelho, dedicado a la Virgen de Fátima, Portugal.
- El Virolai, nombre popular con que es conocido el himno con letra del poema en catalán Rosa de abril, Morena de la sierra de Jacinto Verdaguer y música de Josep Rodoreda dedicado a la Virgen de Montserrat, patrona de Cataluña, España.
- La Virgen de Guadalupe, patrona de México tiene dedicadas numerosas canciones, señalemos aquí el Himno guadalupano, música de Tiburcio Saucedo Garay y letra de José López Portillo y Rojas[21] y la canción tradicional "La Guadalupana", autoría de Manuel Esperón y letra de Ernesto Cortázar en 1952
- Las salves (salve rociera de Los Romeros de la Puebla y la salve del olé de Manuel Pareja Obregón y Rafael de León) dedicadas a la Virgen del Rocío, en Almonte, España.
- Virgen India, canción de los hermanos Albarracín,[22] popularizada por Jorge Cafrune y Marito, dedicada a la Virgen del Valle de Catamarca, Argentina.
- Reina de Cavite estuvo compuesto por los Jesuitas en Cavite, Filipinas alrededor 1689, y continúa siendo interpretado hasta la fecha en las fiestas locales en honor de Nuestra Señora de la Soledad de Porta Vaga.[23]

## Antífonas marianas

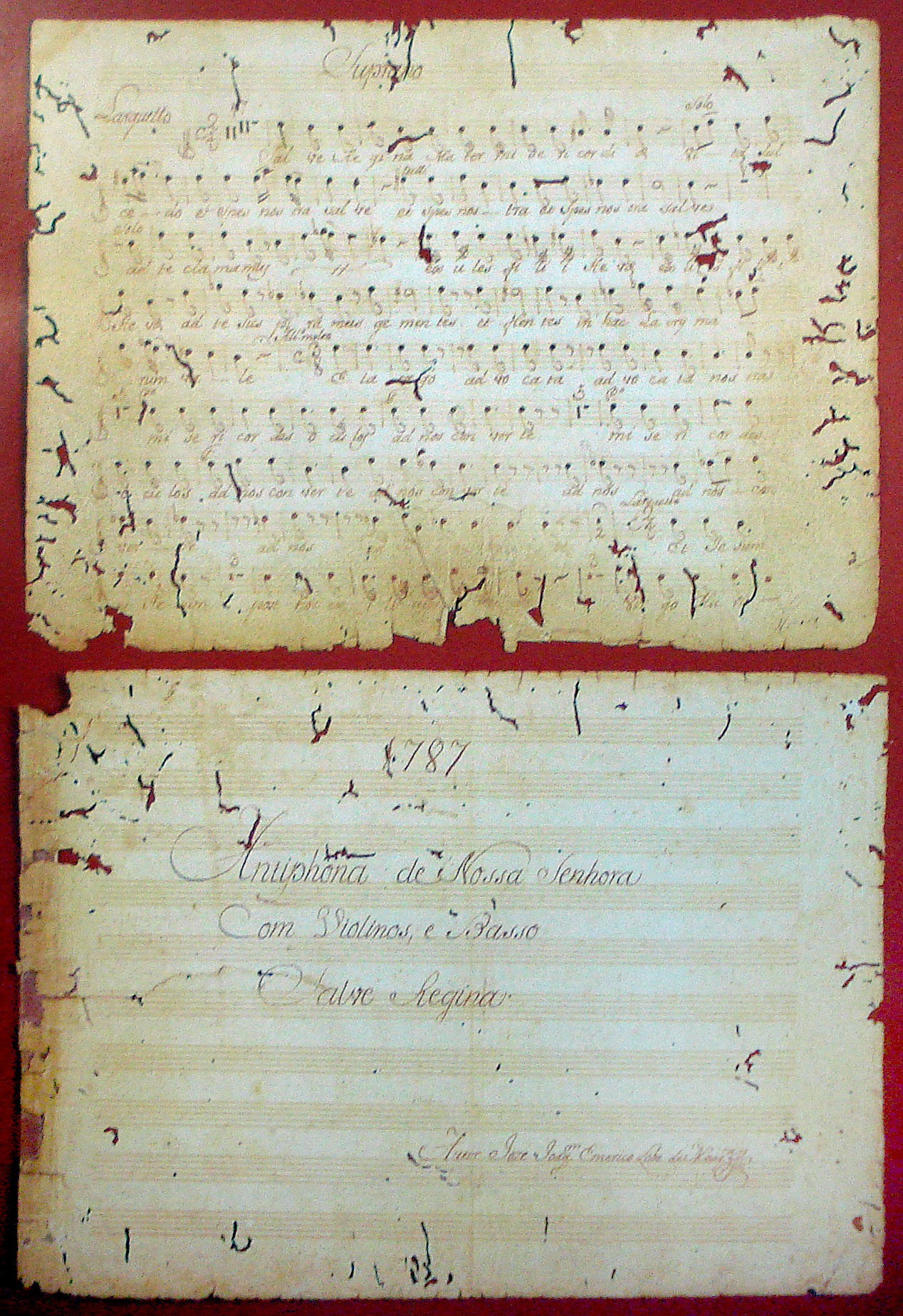
Salve Regina manuscrito, 1787.

Las antífonas marianas son un grupo de himnos en el repertorio del canto gregoriano de la Iglesia católica, cantado en honor de la Virgen María Las antífonas marianas no son auténticas antífonas puesto que no están asociadas y cantadas con un Salmo; en un intento de evitar confusión los términos antífonas votivas o himnos de breviario  se utilizan a veces en cambio.
Los himnos marianos se cantan fundamentalmente por católicos particularmente en comunidades religiosas después de Completas. Son también usados en comunidades anglicanas donde se observa el tradicional Oficio Divino. Tradicionalmente, también se decían después de Laudes, y después de cada Hora cuándo se cantaba en coro. Estos cuatro antífonas eran originalmente interpretadas sólo en conexión con los salmos, pero ha sido usadas como cantos independientes desde 1239.
A pesar de que hay un número de antífonas, algunas de gran antigüedad, el término se utiliza más a menudo para referirse a los cuatro himnos que han sido usados como cantos independientes desde entonces 1239:.
- Alma Redemptoris Mater (Desde Adviento hasta el 2 de febrero)
- Ave Regina Caelorum (Desde la Presentación de Jesús en el Templo hasta el Viernes Santo)
- Regina Coeli (Tiempo Pascual)
- Salve Regina (desde la primera Víspera del Domingo de la Trinidad hasta Nona del sábado anterior al Adviento)

Ha habido, con los años,  excepciones a estas reglas en diferentes tradiciones monásticas, por ejemplo los monasterios Benedictinos las utilizaban en el siglo XIV. Actualmente el año litúrgico está dividido en cuatro periodos, con cada periodo asociado con una de las cuatro antífonas marianas, que es cantada al final de Completas o Vísperas durante dicho periodo. Por ejemplo, Alma Redemptoris Mater se canta desde el primer domingo de Adviento hasta el 2 de febrero (Presentación de Jesús en el Templo).
Las cuatro antífonas marianas (con variaciones ocasionales en el texto) son, a menudo musicadas en música polifónica para coro o tan solo arias.  Las melodías gregorianas existen en formas elaboradas solemnes y versiones simplificadas.

## Lista de himnos católicos en latín

### Antífonas Marianas
- Alma Redemptoris Mater
- Ave Regina Caelorum
- Regina Coeli
- Salve Regina

### Ave María y sus variantes
- Ave María
- Ave Maria ... Virgo serena, musicado por Josquin Desprez y por Eustache du Caurroy (independientemente).
- Ave Sanctissima Maria, musicado por Juan de Anchieta, y por Cornelius Canis.
- Ave Maria divae matris, musicado por Hugh Aston.
- Ave Maria ancilla trinitatis, musicado por Hugh Aston
- Ave Domina Sancta Maria, musicado por Hugh Aston
- Ave Maria virgo virginum,  musicado por Pierre Attaignant
- Ave dulcissima Maria, musicado por Bartolomeo Barbarino di Fabriano.
- Ave Maria… Benedicta Tu, musicado por Eustache du Caurroy.
- Ave Maria…per secula, musicado por Eustache du Caurroy.
- Ave Maria…tua gratia, musicado por Eustache du Caurroy
- Ave Maria Gemma Virginum, atribuido a  Antonius Divitis.
- Ave Maria, mater Dei musicado por William Cornysh.
- Ave María Alta Stirps, musicado por Orlando di Lasso.

### Himnos antiguos
- Sub tuum praesidium, el himno más antiguo conservado de la Virgen.
- Quem terra, pontus, aethera, de Venantius Fortunatus.
- O Gloriosa Domina de Venantius Fortunatus (530-609)
- Stabat Mater Dolorosa, atribuido a Jacopone da Todi (1230-1306)
- Stabat mater speciosa, atribuido a Jacopone da Todi (1230-1306)
- Angelus ad virginem, (siglo XIII)
- Caelestis aulae Nuntius, del fraile agustino Thomas Ricchini (siglo XVIII) incluido junto a los dos siguientes en el breviario para la fiesta del Rosario.
- Iam morte, victor, obruta, del fraile agustino Thomas Ricchini (siglo XVIII)
- Te gestientem gaudiis
- Flos Carmeli, atribuido a San Simon Stock (Siglos XII-XIII)
- Memento, salutis Auctor, himno tradicional del Pequeño Oficio de Nuestra Señora.
- Maria, Mater Gratiae, segunda estrofa del himno Memento, Salutis Auctor.
- Ave Maris Stella (siglo IX)
- Inviolata, integra, et casta es Maria (XI)

#### Otros himnos
- Ave Jesse Virgula
- Concórdi lætítia
- Gaude flore virginali
- Gaude Mater Gloriosa
- Gaude virgo
- Mater Christi
- O Maria, Virgo davitica
- O María, Virgo pia
- O Sanctissima
- Peperit Virgo
- Recordare, Virgo Mater
- Regína caeli laetáre
- Salve máter misericórdiæ
- Salve Virgo singularis
- Salve Virgo Virginum
- Virgo singularis
- Te gestiéntem gáudiis